# Malamulele
Malamulele est une ville d'Afrique du Sud, dans la province du Limpopo, située entre Giyani et Thohoyandou et à 35 km au sud du parc national Kruger. Elle est peuplée majoritairement par des tsongas.